# Alfonso Medellín Zenil
Alfonso Medellín Zenil (1925-1986) foi um arqueólogo mexicano. Como investigador, foi fundador do INAH e do Museu Nacional de Antropologia, e professor de várias gerações de alunos na Universidade Veracruzana. Dentre seus grandes feitos, destaca-se o estabelecimento de uma sequência cronológica para a Cultura totonaca, e a realização de trabalho de campo na Ilha de Sacrifícios, na qual encontrou vestígios totonacas.

## Biografia
Uma criação em um ambiente rodeado de falantes de língua autóctone permitiu-lhe a aprendizagem da língua náhuatl, fato de grande valia em sua futura profissão. Com primos e crianças nahuas viveu os primeiros anos em seu solar e depois foi para Chicontepec, "o mirante da Huasteca", para cursar o ensino primário. Mais tarde, morou na Cidade do México e depois mudou-se para a capital veracruzana.
Estudou na Escola Normal Veracruzana, onde se formou em 1945. Lá, Medellín fez amizade com José Luis Melgarejo Vivanco, professor na cátedra de Oratória e Declamação.
Em 1943, o campus do Colegio Preparatorio sediou um Congresso Nacional de História, no qual o professor Melgarejo participou com o livro "Totonacapan", prefaciado pelo arqueólogo Enrique Juan Palacios. Este, que inicialmente negara a cultura totonaca, passou a reconhecê-la, demonstrando sua integridade científica ao qualificar a obra como "um dos troféus mais belos e brilhantes" do Congresso de História. O texto, com 250 páginas, é sustentado por uma extensa bibliografia e um apêndice com setenta ilustrações em preto e branco e coloridas. A edição é única e foi produzida pelos Talleres Gráficos do Governo do Estado. Esse reconhecimento intelectual foi alcançada por Medellín aos 28 anos de idade.
Ele pesquisou a região de Quiahuiztlán, onde foram descobertas tumbas em 1941. A pesquisa em El Viejón revelou vestígios pertencentes ao Período Pré-Clássico tardio. Além disso, conduziu investigações em Villa Rica, onde desmontou o local onde está situada a fortaleza construída pelo exército de Hernán Cortés.